# Anopheles fuscicolor
Anopheles fuscicolor is een muggensoort uit de familie van de steekmuggen (Culicidae). De wetenschappelijke naam van de soort is voor het eerst geldig gepubliceerd in 1947 door van Someren.